# Sune och hans värld (serietidning)
Sune och hans värld  var en svensk serietidning som grundades i augusti 2003, med huvudserien om Sune baserad på TV-serien med samma namn, som i sin tur är baserad på Anders Jacobssons och Sören Olssons verk med samma namn. Henrik Lange gjorde manusbearbetning och skisser, medan Monica Harrie, som även arbetade på Happy Life, tuschade serien. Redaktörer för tidningen var Mikael Tegebjer och senare Katarina Malmgren Serien utgavs på förlaget Egmont.
Biserier i tidningen var Berts dagbok, serieversionen av Jacobssons och Olssons böcker med samma namn samt Roy vid rymdkommandot av Johan Wanloo. Tidningen lades ned i mitten av 2004 på grund av dåliga försäljningssiffror.